# Мюллер фон Кёнигсвинтер, Вольфганг
Вольфганг Мюллер фон Кёнигсвинтер (нем. Wolfgang Müller von Königswinter; 15 марта 1816, Кёнигсвинтер — 28 июня 1873, Бад-Нойенар) — немецкий поэт. Отец Ганса Мюллера.
Певец Рейна; ему он посвятил книгу песен: "Меіn Herz ist am Rheine" (4 изд. 1871), сборник преданий и баллад "Lorelei" (3 изд., 1857), сказку: "Prinz Minnewin", деревенский рассказ в стихах "Die Maikonigin", повести "Der Rattenfänger v. St. Gear" и "Johann v. Werth", стихотворения "Der Zauberer Merlin" и мн. др.
Из прирейнской жизни взяты также темы для "Erzählungen eines rheinischen Chronisten", "Vier Burgen", "Zum stillen Vergnügen", "Sommertage im Siebengebirge" и "Von drei Mühlen". Свежий, жизнерадостный талант Мюллера проявляется в особенности там, где эпический элемент перемешивается с лирическим; фантазия и реализм сплетаются у него вполне художественно. В "Rheinfahrt" Мюллер воспевает прирейнские местности, жизнь поселян и горожан и саги.
Его драматические сочинения, из которых сделалась репертуарной комедия "Sie hat ihr Herz entdeckt", изд. в 1872 г., а избранные его сочинения, под заглавием "Dichtungen eines rheinischen Poeten" — в 1871—1876 гг.